# Cuvânt împrumutat
Un cuvânt împrumutat este un cuvânt asimilat cel puțin parțial dintr-o limbă (limba donatoare) într-o altă limbă (limba primitoare sau limba țintă), prin procesul de împrumut. Împrumutul este un termen metaforic bine stabilit în domeniul lingvistic, în ciuda defectelor sale descriptive recunoscute: nimic nu este luat din limba donatoare și nu există nicio așteptare de a returna ceva (adică, cuvântul împrumutat).
Cuvintele de împrumut pot fi contrapuse calcurilor, în care un cuvânt este împrumutat în limba primitoare prin traducerea directă din limba donatoare, în loc să fie adoptat în (sau o aproximare a) formei sale originale. De asemenea, acestea trebuie diferențiate de cuvinte înrudite, care sunt cuvinte în două sau mai multe limbi înrudite care sunt similare deoarece au o origine etimologică comună în limba ancestrală, mai degrabă decât pentru că una a împrumutat cuvântul de la cealaltă.

## În limba română
Limba română prezintă multe cuvinte împrumutate din limbile cu care populația română a avut contact de-a lungul formării limbii (limbile slave, maghiara, germana), precum și din limbi care aveau sfere de influență culturale mari precum franceza (în secolele al XVIII-lea și al XIX-lea) și engleza (perioada contemporană).

### Relatinizarea limbii române
Româna a trecut printr-un proces de „re-latinizare” mai târziu decât celelalte limbi romanice, în secolele al XVIII-lea și al XIX-lea, folosind parțial cuvinte din franceză și italiană (multe dintre acestea fiind împrumuturi anterioare din latină) ca intermediari, într-un efort de modernizare a limbii, adăugând adesea concepte care nu existau până atunci sau înlocuind cuvinte de alte origini. Aceste împrumuturi și caracteristici comune servesc, de asemenea, în esență, la creșterea inteligibilității reciproce a limbilor romanice, în special în domeniile academic/studios, literar, tehnic și științific. Multe dintre aceste cuvinte se regăsesc și în limba engleză (prin numeroasele sale împrumuturi din latină și franceză) și în alte limbi europene.

## Aspecte culturale
Potrivit lui Hans Henrich Hock și Brian Joseph, „limbile și dialectele ... nu există în vid”: există întotdeauna contact lingvistic între grupuri. Contactul influențează ce cuvinte împrumutate sunt integrate în lexicon și ce cuvinte sunt alese în detrimentul altora.

## Schimbări semantice
În unele cazuri, sensul original se schimbă considerabil prin salturi logice neașteptate, creând "prieteni falși" (cuvinte aproape identice fonetic, adeseori înrudite etimologic, dar care au sensuri radical diferite în diverse limbi). Cuvântul englezesc Viking a devenit cuvântul japonez バイキング (baikingu), care înseamnă „bufet”, deoarece primul restaurant din Japonia care a oferit mese tip bufet, inspirat de smörgåsbord-ul nordic, a fost deschis în 1958 de Hotelul Imperial sub numele „Viking”. Cuvântul german Kachel, care înseamnă „țiglă”, a devenit cuvântul olandez kachel, care înseamnă „sobă”, ca prescurtare de la kacheloven, din germană Kachelofen, un tip de sobă. Cuvântul indonezian manset înseamnă în primul rând „îmbrăcăminte din spandex”, „bolero interior” sau „mânecă detașabilă”, în timp ce etimonul său francez manchette înseamnă „manșetă”.